# Wassenaar
Wassenaar (en néerlandais : [ˈʋɑsənaːr] ) est une commune néerlandaise située en province de Hollande-Méridionale, à 9 kilomètres au nord-est du centre-ville de La Haye. Lors du recensement de 2023, elle compte 27 131 habitants.

## Histoire
Dans la nuit du 27 au 28 février 1944, un raid du commando Kieffer, organisé afin d'étudier la possibilité d'infiltration d'agents en Hollande occupée, au-delà du mur de l'Atlantique gardé par les Allemands, échoue. Six membres du commando sont tués. Une commémoration annuelle prend place depuis 1985 devant le monument dédié aux soldats français. De septembre 1944 à juin 1945, une rampe de lancement expédie des fusées V2 sur Londres.
Le 8 septembre 1952, des déclarations subsidiaires au traité de Luxembourg, signé deux jours plus tard, sur les relations entre la République d'Allemagne de l'Ouest et le nouvel Israël, sont faites à Wassenaar.

## Personnes liées à Wassenaar
- Van Wassenaer (en)
- Dirk Christiaan Hesseling (1859-1941), linguiste et philologue néerlandais, professeur à l'université de Leyde, né à Wassenaar.
- Paul Citroen (1896-1983), peintre, dessinateur et photographe néerlandais, mort à Wassenaar.
- Berhardina Midderigh-Bokhorst (1880-1972), artiste, y a vécu et y est décédée
- Marjolijn Greeve (1938-2023), cavalière néerlandais de dressage.
- Jacob Kohnstamm (1949-), homme politique néerlandais, né à Wassenaar.

## Lieux et monuments
- Zoo de Wassenaar
- Musée Voorlinden
- Duinrell